# Sicco
Sicco, Sikko, Siggo (II połowa X wieku) – Prus, kapłan pogański (religii etnicznej Prusów) i zarazem przywódca zabójców świętego Wojciecha, wspomniany w dwóch najstarszych utworach hagiograficznych poświęconych temu męczennikowi. Miano, pod jakim występuje, traktowane jest na ogół jako imię konwencjonalne.

## Sicco w źródłach
Żywot pierwszy św. Wojciecha, autorstwa najpewniej Jana Kanapariusza, podaje, że Sicco zadał misjonarzowi cios włócznią w serce. Uczynił to jako pierwszy z napastników z powodu pełnienia kapłańskiej funkcji. W redakcji awentyńskiej tekstu przywódca-kapłan nazywany jest Sicco, natomiast w montekasyńskiej zabójca nie jest wymieniony z imienia, lecz określony mianem „starca”.
Z kolei Żywot drugi św. Wojciecha Brunona z Kwerfurtu nie wspomina, aby „wódz i herszt bandy” Prusów był kapłanem, jakkolwiek i w tym przekazie to on wymierza pierwsze uderzenie. Ponadto w żywocie przekazano informację, że stracił on brata w walce z Polanami. Tylko w redakcji krótszej tego utworu pojawia się pod imieniem Sicco.
Oprócz wymienionych wyżej tekstów Sicco jako przywódca Prusów występuje także w czeskim, wierszowanym żywocie świętego Wojciecha Quatuor immensi, pochodzącym najpewniej z przełomu XIII i XIV stulecia, wyraźnie opierającym się na przekazie przypisywanym Kanapariuszowi.

## Interpretacje
Przyjmuje się, że najprawdopodobniej, mimo powyższych różnic, we wzmiankowanych tekstach hagiograficznych mowa jest o tej samej osobie. Brak informacji, iż przywódca Prusów był kapłanem, występujący sporadycznie, wynika z opieraniu się na przekazie autorstwa Brunona i lekceważeniu Żywota pierwszego. Być może Kwerfurczyk celowo pominął ten wątek, aby wyeliminować pobudki rytualne czy sakralne napastników, zamiast tego wprowadzając motyw zemsty. Niewykluczone jednak, że przekaz o pomszczeniu śmierci brata przez Sicca nie jest wymysłem autora Żywota drugiego, lecz pochodzi od samych Prusów, którzy w trakcie rozmów o wykup szczątków biskupa, mogli w ten sposób usprawiedliwiać się przed wysłannikami władcy polskiego Bolesława Chrobrego. Zachowanie napastników, zapewne wojowników ze straży grodowej, przy zabójstwie misjonarza – jak choćby pierwszy cios zadany przez kapłana bronią wyróżniającą się wielkością („ogromny oszczep”), która mogła mieć w związku z tym specjalny charakter – interpretuje się jako chęć zachowania pewnych elementów rytualnych zwykle towarzyszących wykonaniu wyroku śmierci wydanego przez wiec (w przypadku Wojciecha za złamanie nakazu opuszczenia ziem pruskich).

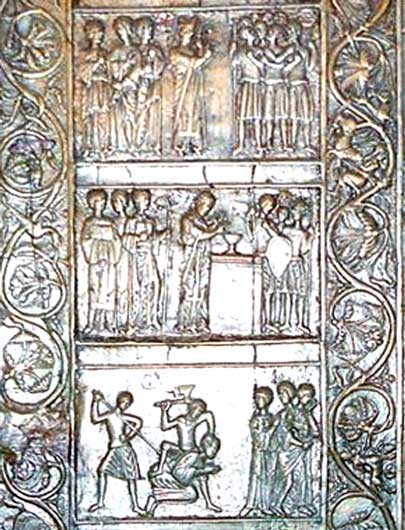
Fragment Drzwi Gnieźnieńskich, trzy kwatery ze scenami z życia świętego Wojciecha (od góry): nauczanie Prusów, ostatnia msza, męczeństwo

## Etymologia imienia
Miano Sicco kopiści żywotów najczęściej uznawali za imię własne, niekiedy za nazwę pospolitą, a w jednym przypadku za skrót od łacińskiego słowa siccarius – „skrytobójca”. Uznanie tego słowa za imię Prusa występuje jeszcze w literaturze, choć jest ono traktowane także jako imię konwencjonalne. Najprawdopodobniej było to określenie kapłana, zniekształcenie rzeczywistego terminu zigo („chodzący”, „kroczący”), wśród Prusów oznaczającego kapłanów wędrujących między osadami, w których wypełniali oni swoje obowiązki (udzielanie rad, leczenie, modlitwy do bogów), a podczas wypraw wojennych byli wróżbitami, na początku walki mieli zaś obowiązek zadania pierwszej rany. Dlatego też znaczna część prac poświęconych świętemu Wojciechowi, szczególnie popularnonaukowych biografii, podając, że pierwszy cios zadał kapłan, nie wymienia już miana Sicco.

## Sicco i Drzwi Gnieźnieńskie
Dopatrywano się jego obecności także na przedstawieniach zdobiących Drzwi Gnieźnieńskie. Joachim Lelewel identyfikował Sicca z Prusem, który włócznią przebija misjonarza w scenie męczeństwa (kwatera 14), przy czym nie utożsamiał go z kapłanem, tego ostatniego widząc raczej w osobie zamierzającej się do ścięcia toporem głowy późniejszego świętego. Natomiast Jadwiga Karwasińska przypuszczała, iż kapłan-przywódca napastników został umieszczony w scenie dwunastej jako postać, która trzyma zakrzywioną laskę i wysuwa się na czoło grupy Prusów, słuchających nauczania biskupa.